# Protokynegos

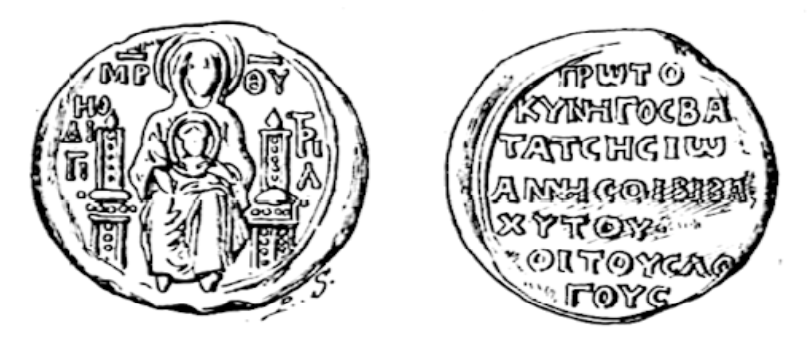
Sceau de Jean Vatatzès le Protokynegos.Dessins originaux par des artistes (inconnus) de l'époque byzantine ; croquis fait par Gustave Schlumberger (1844–1929)

Le protokynegos (en grec: πρωτοκυνηγός, « premier chasseur ») est un titre honorifique de la cour byzantine entre le XIIIe siècle et le XVe siècle. Il désigne le chasseur en chef des empereurs byzantins. 

## Description
Cette fonction apparaît dans l'Empire de Nicée au XIIIe siècle, même s'il existe auparavant des postes similaires, à l'image peut-être du komēs tou kynēgiou (κόμης τοῡ κυνηγίου, « comte de la chasse ») attesté sur un sceau non daté. Dans le Livre des offices de Georges Kodinos, rédigé au milieu du XIVe siècle, le poste occupe la 41e place dans la hiérarchie impériale, entre le megas logariastes et le skouterios. Rodolphe Guilland suggère qu'il est associé au prōtoierakarios (premier fauconnier), classé à la 48e place et dont les détenteurs sont ensuite promus au poste de protokynegos. La chasse est un des passe-temps favoris des empereurs byzantins. Au XIVe siècle, Andronic III Paléologue aurait entretenu une meute d'un millier de chiens et de chasse et de plus d'un millier de faucons. 
Selon Georges Kodinos, ses fonctions sont de tenir les étriers quand l'empereur monte à cheval et de diriger les chasseurs (skyllomangoi). Quand, au cours de la chasse, l'un des vêtements de l'empereur est taché de sang, il a le privilège de le récupérer comme un cadeau,. Sa tenue de cour comprend un chapeau avec un brocard d'or (skiadion), un kabbadion (sorte de manteau) de soie et un skaranikon doré, recouvert de soie jaune et décoré de fil d'or et d'images de l'empereur à l'avant, sur le trône et à l'arrière, à cheval. 
Le protokynegos reste un poste d'une importance relativement faible, ce qui explique que ses détenteurs soient peu mentionnés dans les sources. Toutefois, le titre est parfois conféré par les empereurs comme une marque de distinction à l'attention de fonctionnaires et de chefs militaires. Son détenteur reçoit alors une place dans la hiérarchie palatine, sans que la charge n'entraîne de fonctions particulières.